# De Westereen (stacja kolejowa)
De Westereen (ned: Station De Westereen) – stacja kolejowa w Zwaagwesteinde, w prowincji Fryzja, w Holandii. Stacja znajduje się na linii Harlingen – Nieuwe Schans.

## Linie kolejowe
- Linia Harlingen – Nieuwe Schans

## Połączenia
- 37400 Stoptrein (Arriva) Leeuwarden – De Westereen – Groningen